# Mark Alexander Hudson
Mark Alexander Hudson (Guildford, 30 marzo 1982) è un allenatore di calcio ed ex calciatore inglese, di ruolo difensore.

## Statistiche

### Presenze e reti nei club
Statistiche aggiornate al 14 aprile 2017.
| Stagione                 | Squadra                  | Campionato               | Campionato | Campionato | Coppe nazionali | Coppe nazionali | Coppe nazionali | Coppe continentali | Coppe continentali | Coppe continentali | Altre coppe | Altre coppe | Altre coppe | Totale | Totale |
| Stagione                 | Squadra                  | Comp                     | Pres       | Reti       | Comp            | Pres            | Reti            | Comp               | Pres               | Reti               | Comp        | Pres        | Reti        | Pres   | Reti   |
| ------------------------ | ------------------------ | ------------------------ | ---------- | ---------- | --------------- | --------------- | --------------- | ------------------ | ------------------ | ------------------ | ----------- | ----------- | ----------- | ------ | ------ |
| 2009-2010                | Cardiff City             | FLC                      | 27+3       | 2          | FACup+CdL       | 2+1             | 0               | -                  | -                  | -                  | -           | -           | -           | 33     | 2      |
| 2010-2011                | Cardiff City             | FLC                      | 40         | 0          | FACup+CdL       | 2+1             | 0               | -                  | -                  | -                  | -           | -           | -           | 43     | 0      |
| 2011-2012                | Cardiff City             | FLC                      | 39+2       | 5          | FACup+CdL       | 0+3             | 0               | -                  | -                  | -                  | -           | -           | -           | 44     | 5      |
| 2012-2013                | Cardiff City             | FLC                      | 33         | 4          | FACup+CdL       | 0               | 0               | -                  | -                  | -                  | -           | -           | -           | 33     | 4      |
| 2013-2014                | Cardiff City             | PL                       | 2          | 0          | FACup+CdL       | 2+2             | 0               | -                  | -                  | -                  | -           | -           | -           | 6      | 0      |
| ago. 2014                | Cardiff City             | FLC                      | 3          | 0          | FACup+CdL       | 0               | 0               | -                  | -                  | -                  | -           | -           | -           | 3      | 0      |
| Totale Cardiff City      | Totale Cardiff City      | Totale Cardiff City      | 144+5      | 11         |                 | 13              | 0               |                    | -                  | -                  |             | -           | -           | 162    | 11     |
| ago. 2014-2015           | Huddersfield Town        | FLC                      | 41         | 2          | FACup+CdL       | 1+0             | 0               | -                  | -                  | -                  | -           | -           | -           | 42     | 2      |
| 2015-2016                | Huddersfield Town        | FLC                      | 39         | 3          | FACup+CdL       | 2+0             | 0               | -                  | -                  | -                  | -           | -           | -           | 41     | 3      |
| 2016-2017                | Huddersfield Town        | FLC                      | 21         | 0          | FACup+CdL       | 4+0             | 0               | -                  | -                  | -                  | -           | -           | -           | 25     | 0      |
| Totale Huddersfield Town | Totale Huddersfield Town | Totale Huddersfield Town | 101        | 5          |                 | 7               | 0               |                    | -                  | -                  |             | -           | -           | 108    | 5      |
| Totale carriera          | Totale carriera          | Totale carriera          | 250        | 16         |                 | 20              | 0               |                    | -                  | -                  |             | -           | -           | 270    | 16     |